# Trophées Autobest
 (juin 2024).
 (mai 2024).
L'association Autobest et ses Trophées Autobest ont été créés en 2000 par Dan Vardie à Bucarest, Roumanie. Ils ont été délivrés pour la première fois en 2001. Ils sont dédiés au domaine automobile dans plusieurs activités de cette industrie, ce qui les distinguent du Trophée européen de la voiture de l'année (European Car Of The Year, soit ECOTY) qui ne récompense qu'un véhicule.
Le nombre de pays impliqués dans ces récompenses a augmenté en passant de 8 en 2001 à 31 en 2022,,, représentant 751 192 630 habitants d'Europe, étendu aux environ 85 millions d'habitants de la Turquie.

## Règlement
Les membres du jury, une personne par pays, sont des représentants de media du domaine automobile, pas seulement de la presse écrite conventionnelle, le représentant français appartenant par exemple au site web spécialisé Caradisiac. Chaque membre du jury représente une voie pour le vote, quelle que soit la population de son pays, contrairement à l'élection du trophée européen de la voiture de l'année (qui proportionnel, donnant donc plus de poids aux pays les plus peuplés, et ne compte en 2024 que 22 pays représentés).
Lors de sa fondation en 2000, seuls 6 pays sont représentés : la Roumanie, la Bulgarie, la Slovaquie, la Croatie, la Serbie et la république de Chypre. Les années suivantes, la Turquie, Malte, et de nombreux pays d'Europe de l'Est, d'Europe centrale et des Balkans deviennent représentés dans le concours. Dans les années 2010 et 2020, le prix s'élargit au reste de l'Europe, y compris à l'Europe de l'Ouest, et compte 31 membres en 2022.
La notation du jury pour la récompense Autobest "Best Buy Car of Europe" se base sur une vingtaine de critères dont la consommation en carburant, la polyvalence, l’habitabilité, le comportement routier, la performance environnementale, le design, le système d’info-divertissement, et critère essentiel, le rapport prix/prestations, la voiture élue devant rester abordable au plus grand nombre, notamment dans les pays d'Europe centrale et d'Europe de l'est à niveau de vie modéré.

## Catégories de récompenses
La plupart des récompenses sont délivrées chaque année, d'autres le sont exceptionnellement.
- Autobest : meilleure automobile.
- Hall Of Fame : contributeur exceptionnel au domaine automobile.
- Manbest : personne de l'année.
- Designbest : meilleur design automobile.
- Companybest : meilleure marque automobile.
- Safetybest : meilleur équipement de sécurité.
- Smartbest : meilleur système logiciel d’info-divertissement.
- Ecobest : automobile la plus écologique.
- Sportbest : meilleur sportif automobile.

## Historique des récompenses
Voici les récompenses délivrées, selon le site de l'association Autobest.

### Récompenses 2013
- Autobest "Best Buy Car of Europe" : Ford B-Max.
- Companybest : Cesare Antonio Ferrara, directeur de Fiat Serbie.
- Manbest : Andrew Palmer, vice president executif de Nissan.
- Designbest : Laurens van den Acker, directeur du design de Renault Group et directeur de la création.
- Safetybest : Volkswagen pour son système de freinage multi-collision.
- Smartbest : Dacia Media nav.
- Ecobest :  Christian Chapelle pour Peugeot et Citroën.
- Technobest : Range Rover le premier SUV au monde avec une structure légère en aluminium.
- Sportbest :  Yvan Muller, quadruple champion du monde du Championnat du monde des voitures de tourisme (World Touring Car Championship ou WTCC).

### Récompenses 2014
- Autobest "Best Buy Car of Europe" : Hyundai i10.
- Companybest : Verband der Automobilindustrie, association allemande pour l'industrie automobile.
- Manbest : Ralf Speth, directeur de Jaguar Land Rover.
- Designbest : Ian Callum, directeur du design de Jaguar.
- Safetybest : Nissan safety shield system.
- Smartbest : Chevrolet MyLink.
- Ecobest :  Fiat programme CNG.
- Technobest : Porsche direction active des roues arrière.
- Sportbest :  Team Ukraine Racing avec Ferrari.

### Récompenses 2015
- Autobest "Best Buy Car of Europe" : Opel Corsa E.
- Companybest : Hyundai Assan Otomotiv Sanayi.
- Manbest : Winfried Vahland président de Škoda.
- Designbest : Martin Smith, designer de Ford.
- Safetybest : système safe positioning de Volvo.
- Smartbest : Jaguar Land Rover  pour son Incontrol APPS.
- Ecobest : programme de station de recharge d'hydrogène de Linde Group.
- Technobest : Citroën technologie Air bump.
- Sportbest :  Volkswagen Motorsport Team.

### Récompenses 2016
- Autobest "Best Buy Car of Europe" : Fiat Tipo (2016).
- Companybest : Koç Holding Automotive Group.
- Manbest : Olivier François, directeur marketing de Fiat Chrysler FCA.
- Designbest : Ikuo Maeda Mazda.
- Safetybest : Opel Astra Intellilux LED matrix light.
- Smartbest : TomTom navigation et traffic.
- Ecobest :  John German et ICCT US team.
- Technobest : Volvo moteurs Drive-E.
- Sportbest :  Patrick Peter.

### Récompenses 2017
- Autobest "Best Buy Car of Europe" : Seat Ateca.
- Companybest : Opel.
- Manbest : Carlos Tavares directeur du Groupe PSA.
- Designbest : Thomas Ingenlath, directeur du design de Volvo cars.
- Safetybest : Euro NCAP.
- Smartbest : Peugeot i-Cockpit.
- Ecobest :  Opel Ampera-e.

### Récompenses 2018[7]
- Autobest "Best Buy Car of Europe" : Citroën C3 Aircross (2017).
- Companybest : Jaguar Land Rover.
- Manbest : Li Shufu, directeur international de Geely.
- Designbest : Marek Reichman, directeur du design de Aston Martin.
- Safetybest : Toyota Safety Sense.
- Smartbest : Seat Alexa.
- Ecobest :  PSA tests de consommation.
- Sportbest :  Friendrich Enzinger, vice president de Porsche Motorsport.

### Récompenses 2019[8]
- Autobest "Best Buy Car of Europe" : Citroën Berlingo III et Opel Combo D.
- Companybest : Aston Martin.
- Manbest : Linda Jackson, directrice de Citroën.
- Designbest : Peter Horbury, directeur du design de Geely Automotive Group.
- Safetybest : Hyundai Motor.
- Smartbest : BMW.
- Ecobest :  Jaguar I-Pace.
- Technobest : DS Automobiles.
- Sportbest :  Toyota.

### Récompenses 2020[9]
- Autobest : Opel Corsa F.
- Hall Of Fame : Jean Todt.
- Companybest : Geely Swedish Holdings.
- Manbest : Michael Lohscheller.
- Designbest : Luc Donckerwolke.
- Safetybest : Jaguar Land Rover.
- Smartbest : Škoda.
- Ecobest :  Volkswagen ID.3.
- Technobest : Mazda.
- Sportbest :  Niki Lauda.

### Récompenses 2021[10]
- Autobest : Seat Leon.
- Companybest : Škoda.
- Manbest : Herbert Diess.
- Designbest : Frank Stephenson.
- Safetybest : Toyota.
- Smartbest : Jaguar Land Rover pour son système d'infodivertissement PIVI PRO.
- Ecobest :  Honda e.
- Technobest : Renault Megane E-Tech Electric.
- Sportbest :  Toto Wolff.
- A star is born : Citroën pour sa Citroën Ami (2020).

### Récompenses 2022[11]
- Autobest : Dacia Spring.
- Companybest : Pininfarina.
- Manbest : Mate Rimac.
- Designbest : Walter de Silva.
- Safetybest : Isuzu D-Max.
- Smartbest : Mercedes.
- Ecobest : Renault Megane E-Tech Electric.
- Sportbest : Alejandro Agag.

### Récompenses 2023[5]
- Autobest : Renault Austral.
- Hall Of Fame : Louis Schweitzer.
- Companybest : Dacia.
- Manbest : Artur Martins, global brand & CX division, CBO & CXO de KIA.
- Designbest :  Jean-pierre Ploué, chef du design de Stellantis.
- Safetybest : système de LIDAR de Valeo.
- Smartbest : système Android auto du Renault Austral avec services Google embarqués.
- Ecobest : Hyundai Ioniq 6.
- Sportbest : Jutta Kleinschmidt.